# Stazione di Vada
La stazione di Vada è uno dei tre scali ferroviari del comune di Rosignano Marittimo.
Ubicata sulla ferrovia Tirrenica, la stazione prende il nome dall'omonima frazione.

## Storia
Lo scalo è stato inaugurato dopo il 1879 (la prima pietra fu posta il 28 dicembre del 1879), alcuni anni dopo l'apertura della linea Pisa-Collesalvetti-Vada (la cosiddetta Ferrovia Maremmana) e solo nel 1910 venne collegata direttamente a Livorno, divenendo così stazione di diramazione. La sua costruzione è legata alla presenza nella zona delle fonderie Tordy.
Nel 1985 nel fabbricato viaggiatori è stata posta una lapide in memoria dei caduti sul lavoro durante la realizzazione della tratta costiera per Livorno; un'altra lapide, apposta nel 2005, ricorda la partenza, da questa stazione, di alcuni giovani deportati provenienti dall'orfanotrofio israelitico del capoluogo.

## Strutture e impianti
La stazione è dotata di tre binari passanti, più alcuni tronchini per un cessato servizio merci.
Dai primi anni del nuovo millennio la stazione ha ripreso la sua funzione di bivio grazie alle riapertura, anche se solo per treni merci, della linea per Pisa via Collesalvetti, dopo la sua elettrificazione.

## Movimento
La stazione è servita da alcune relazioni regionali Trenitalia svolte nell'ambito dei contratti di servizio stipulati con la Regione Toscana, denominati "Memorario".

## Servizi
L'impianto è classificato da RFI nella categoria "Bronze".
Dispone dei seguenti servizi:
- Sala d'attesa